# Île Taggart
Taggart (en espagnol : Isla Taggart) est une île du Chili dans le golfe de Penas. 

## Géographie
Elle se situe dans le Sud-Ouest du Chili et est entièrement plate. 